# 高松保実
高松保実（たかまつ やすざね、文化14年（1817年）12月1日 - 明治11年（1878年））は、江戸時代後期から明治時代にかけての公卿。
安政5年（1858年）、日米修好通商条約締結に反対し、廷臣八十八卿列参事件に参加した。

## 官歴
- 天保元年（1830年）：備中権守
- 天保4年（1833年）：従五位上
- 天保8年（1837年）：正五位下
- 天保12年（1841年）：従四位下
- 弘化2年（1844年）：従四位上
- 嘉永5年（1852年）：正四位下
- 嘉永6年（1853年）：大膳権大夫
- 安政5年（1858年）：従三位
- 文久2年（1862年）：正三位

## 系譜
- 父：高松季実
- 子：高松実村